# 眶棘鲉
眶棘鲉（学名：Hozukius embremarius）为輻鰭魚綱鮋形目鮋亞目平鲉科眶棘鲉属的鱼类，為溫帶海水魚，分布于日本、朝鲜以及中国南海、东海等海域，體長可達45公分，棲息在岩石底質底層水域，卵胎生，生活習性不明。该物种的模式产地在日本三崎。